# Il prezzo dell'inganno
Il prezzo dell'inganno (Deception) è un film del 1946 diretto da Irving Rapper.
La sceneggiatura di John Collier e Joseph Than si basa sul lavoro teatrale Monsieur Lamberthier di Louis Verneuil andato in scena per la prima volta a Parigi nel 1927.

## Trama
Un violoncellista di talento ha sposato l'amante di un famoso compositore e ottiene da questi la possibilità di suonare il suo nuovo concerto, senza sospettare però che il musicista intende prendersi una rivincita su di lui mettendo a dura prova la sua gelosia di marito novello.

## Produzione
Il film fu prodotto dalla Warner Bros. (come Warner Bros.-First National Pictures Inc.).

### Musiche
- Piano Sonata No. 23, Opus 57 in F Minor, Appassionata di Ludwig van Beethoven[1]
- Hollenius' Cello Concerto di Erich Wolfgang Korngold[1]

## Distribuzione
Distribuito dalla Warner Bros., il film uscì nelle sale cinematografiche USA il 18 ottobre 1946. Nel 1947, venne distribuito in Svezia (8 aprile) e Finlandia (21 novembre); nel 1948, in Portogallo (12 gennaio), Francia (18 marzo), Australia (17 giugno); nel 1950, in Giappone (12 febbraio) e Danimarca (27 febbraio).